# Grand comm'ça
Grand comm'ça (So Big) est un roman d’Edna Ferber publié en 1924. Le livre a été inspiré par la vie d’Antje Paarlberg dans la communauté néerlandaise de South Holland, dans l’Illinois, une banlieue de Chicago. C’est un best-seller aux États-Unis qui a remporté le prix Pulitzer pour le roman en 1925.
Un certain nombre d’adaptations cinématographiques du roman ont été réalisées sous le titre de Mon grand.